# Campionati europei di ciclismo su strada - Gara in linea maschile Elite
La gara in linea maschile Elite è una delle prove che si disputa durante i campionati europei di ciclismo su strada. La prima edizione riservata agli Elite risale al 2016.

## Albo d'oro

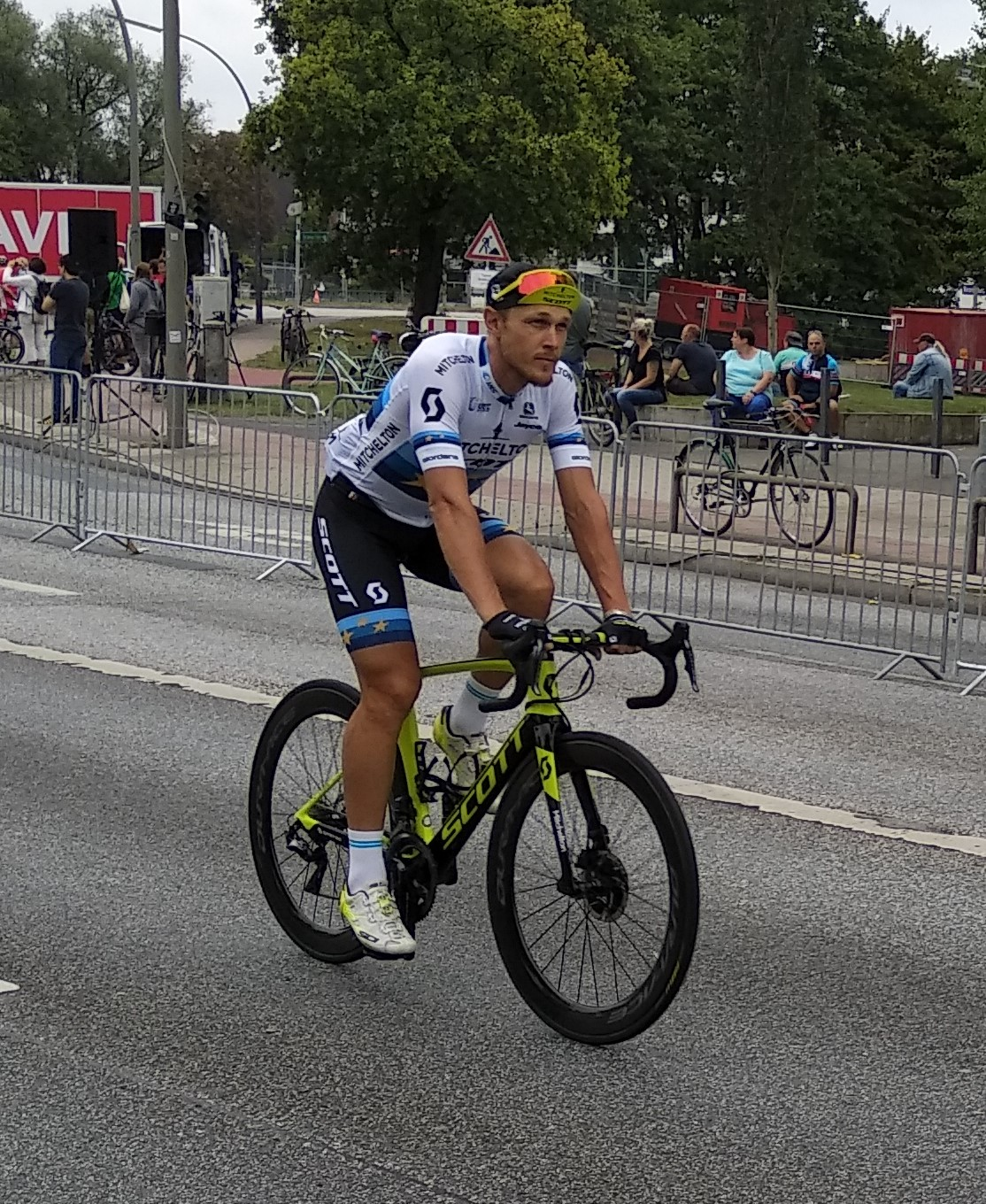
Matteo Trentin, vincitore nel 2018

Aggiornato all'edizione 2024.
| Anno | Vincitore          | Secondo              | Terzo            |
| ---- | ------------------ | -------------------- | ---------------- |
| 2016 | Peter Sagan        | Julian Alaphilippe   | Daniel Moreno    |
| 2017 | Alexander Kristoff | Elia Viviani         | Moreno Hofland   |
| 2018 | Matteo Trentin     | Mathieu van der Poel | Wout Van Aert    |
| 2019 | Elia Viviani       | Yves Lampaert        | Pascal Ackermann |
| 2020 | Giacomo Nizzolo    | Arnaud Démare        | Pascal Ackermann |
| 2021 | Sonny Colbrelli    | Remco Evenepoel      | Benoît Cosnefroy |
| 2022 | Fabio Jakobsen     | Arnaud Démare        | Tim Merlier      |
| 2023 | Christophe Laporte | Wout Van Aert        | Olav Kooij       |
| 2024 | Tim Merlier        | Olav Kooij           | Madis Mihkels    |

## Medagliere
| Pos.   | Nazione     | Oro | Argento | Bronzo | Totale |
| ------ | ----------- | --- | ------- | ------ | ------ |
| 1      | Italia      | 4   | 1       | 0      | 5      |
| 2      | Belgio      | 1   | 3       | 2      | 6      |
| 3      | Francia     | 1   | 3       | 1      | 5      |
| 4      | Paesi Bassi | 1   | 2       | 2      | 5      |
| 5      | Slovacchia  | 1   | 0       | 0      | 1      |
| 5      | Norvegia    | 1   | 0       | 0      | 1      |
| 7      | Germania    | 0   | 0       | 2      | 2      |
| 8      | Spagna      | 0   | 0       | 1      | 1      |
| 8      | Estonia     | 0   | 0       | 1      | 1      |
| Totale | Totale      | 9   | 9       | 9      | 27     |